# 골프존커머스
주식회사 골프존커머스(영어: GOLFZON COMMERCE)는 골프존의 골프용품 유통 부문을 담당하는 계열사로, 서울특별시 송파구에 본사를 두고 있다.

## 역사
2015년 3월 1일 골프존의 유통사업부문으로부터 물적분할되어 골프존유통이라는 법인으로 설립되었다.
2018년에는 골프존마켓 자사몰(O2O, O4O 플랫폼)을 오픈하였다.
2021년 6월에는 중고 C2C 플랫폼 '골프존마켓 이웃'을 런칭하였다.
2022년 3월, 현재의 사명인 골프존커머스로 변경하였다.
2022년 10월, 코스닥 시장에 상장될 예정이었으나 수요예측 부진을 이유로 철회하였다.